# 南阳桥
南阳桥，位于浙江省温州市泰顺县泗溪镇玉岩村，为一墩二孔伸臂梁木平廊桥，泰顺廊桥之一。2006年作为泰顺廊桥的单体之一，列入全国重点文物保护单位。

## 历史
南阳桥始建于清同治九年（1870年）。桥梁全长41.7米，宽4.6米，上跨东溪，为溪中建石墩，此后墩上架木梁，向左右伸展而成。